# Stenodrina
Stenodrina là một chi bướm đêm thuộc họ Noctuidae.

## Loài
- Stenodrina aeschista Boursin, 1937
- Stenodrina agramma Brandt, 1938
- Stenodrina eudiopsis (Boursin, 1960)
- Stenodrina nitida (Püngeler, 1914)
- Stenodrina paupera (Romanoff, 1885)